# Franz Philipp von Lamberg
Conte Franz Philipp von Lamberg (Mór, 1791 – Budapest, 28 settembre 1848) è stato un generale austriaco.

## Biografia
Figlio di un nobile austriaco, fu educato all'Accademia Militare di Brno ed ebbe una rapida carriera nell'esercito austriaco: già nel 1813 promosso capitano e segretario del principe Karl Philipp Schwarzenberg.
Grazie al favore di questi, nel 1818 fu promosso colonnello degli ussari e accompagnò il generale Frimont von Palota nella repressione dei moti liberali guidati dal generale Guglielmo Pepe nell'Italia centrale, distinguendosi a Ravenna e ad Ancona.
Il generale von Bianchi lo nominò comandante provvisorio della base navale di Ancona, e von Lamberg punì con una severa repressione la passata insurrezione degli abitanti di Ancona, ordinando di impiccare i maggiori responsabili delle agitazioni e confiscando i guadagni dei mercati delle stoffe e del pesce che prosperavano ad Ancona. 

Venne poi incaricato governatore di Verona e promosso generale di brigata e insignito dell'Ordine della Corona Ferrea. Nel 1831 fu comandante delle truppe d'occupazione nella città libera di Cracovia, salvaguardando gli interessi dei russi contro i rivoluzionari polacchi; suo vice comandante era il principe di impostazione liberale Carl zu Solms-Braunfels, che tentò di evitare violenze nei confronti della popolazione locale.
Soffrì grandemente del favore dell'imperatore Ferdinando e di Klemens von Metternich, che nel 1848 lo nominarono governatore dell'Ungheria in aiuto al Palatino. In Ungheria cercò di fare l'interesse della classe dei magnati, per non aizzare la folla contro il governo filoaustriaco; nei pressi della città di Miskolc si verificò un'insurrezione contadina capeggiata dal barone Gëorgy; von Lamberg bloccò i rifornimenti di cibo, acqua e munizioni agli insorti, asserragliati nel castello di Miskolc; inoltre Lamberg violò la sovranità del governo ungherese di Lajos Kossuth arrestando il principe Lajos Batthyány; durante una discussione con il generale Hrabowski sulla fortificazione del castello di Budapest, temendo un'insurrezione, alcuni popolani, incitati da un oratore e armati di vanghe, forconi e rudimentali sciabole, presero d'assalto il palazzo di Lamberg, trucidando il governatore e mutilandone il corpo; la testa di Lamberg venne portata in trionfo per le vie di Budapest su una falce e il suo corpo venne gettato nel Danubio. Venne sostituito come comandante delle truppe in Ungheria da Anton Csorich von Monte Creto.
Il generale Franz Wilhelm von Bibra, di stanza presso Budapest, riunì una piccola guarnigione intorno alla città, cercando di contenere gli insorti in sola Budapest, ma l'intenzione non ebbe successo, e von Bibra dovette evacuare l'esercito verso il lago Balton.
Sua figlia Therese sposò Franz von Meran, figlio morganatico dell'arciduca Giovanni d'Asburgo-Lorena. Egli fu pertanto bisnonno del direttore d'orchestra Nikolaus Harnoncourt e trisavolo del politico tedesco Karl-Theodor zu Guttenberg.